# Guillaume Landré
Guillaume Louis Frédéric Landré (La Haia, 24 de febrer, 1905 – Amsterdam, 6 de novembre, 1968), va ser un compositor i jurista neerlandès.

## Biografia
Era fill del compositor Willem Landré i Wilhelmina Christina Henriette Klinkhamer. Ell mateix estava casat amb Maria Willemina van Rede. El fill George Nicolas Landré va rebre el nom del seu besavi.
Va rebre la seva primera formació musical del seu pare. Després de completar una escola de gramàtica de Rotterdam, va estudiar dret a la Universitat d'Utrecht (1923-1928). Durant les hores lliures va estudiar música amb Henri Zagwijn a Rotterdam i Willem Pijper a Utrecht. Després d'acabar els seus estudis, esdevingué crític musical a "De Telegraaf" (1930-1942) i professor de dret mercantil a la "Second Openbare Handelsschool" (1930-1947) d'Amsterdam. Posteriorment esdevingué secretari del Consell de les Arts (1947-1958). No obstant això, estava en més cossos musicals. Va ser president de la "Society of Dutch Composers", vicepresident de la "International Society for Contemporary Music", membre de la junta de Donemus, l'Orquestra Concertgebouw (també director artístic) i la Dutch Opera Foundation. També va treballar per a organitzacions de drets d'autor nacionals i internacionals, entre elles BUMA/STEMRA, tant en l'àmbit musical com legal.
Importants promotors de les seves obres van ser els directors d'orquestra Eduard Flipse (Rotterdam) i Eduard van Beinum (Amsterdam). Algunes de les seves obres també van trobar el seu camí a l'estranger, de vegades interpretades en el context de l'ISCM. El Concertgebouw va interpretar la seva obra vuitanta vegades durant el període 1932-1970.

## Llista de treball (selecció)
- Obra a l'aire lliure Cortez (1931), interpretada pel Utrechtsch Studenten Corps
- Simfonia núm. 1 (1932)
- The pike, òpera (1934)
- Suite per a orquestra de corda i piano (1936) amb Elegy escrita en memòria de la reina Astrid
- Quatre peces per a orquestra (1937)
- Peça de concert (1938)
- Simfonia núm. 2 (1942)
- Piae Memoriae pro patria mortuorem (1943) per a cor mixt, trompeta i orquestra
- Concert per a violoncel (1943)
- Salut dels màrtirs (1944) per a baríton i orquestra
- Sinfinia sacra in memoriam Patris (1948) en memòria del seu pare
- Quatre mouvements symphoniques (1949) va acompanyar el Concertgebouw de gira pels Estats Units el 1954; el director era Rafael Kubelik
- Simfonia núm. 3 (1951)
- Simfonia núm. 4 (1955)
- quatre quartets de corda (1927, 1943, 1950, 1956)
- Caleidoscopio (1956)
- Permutazioni sinfoniche (1957)
- Sextet (flauta, clarinet, dos violins, viola i violoncel (1959)
- Concert per a clarinet (1959) per a Bram de Wilde i l'orquestra del Concertgebouw
- Anagrames (1960) per a orquestra
- Sonata per orquestra da camera (1961)
- Jean Lévecq, òpera en un acte (1963) amb llibret de Guy de Maupassant i Gabriel Smit; es va estrenar durant el "Holland Festival" de 1965
- Variazioni sensa tema (1967)
- La symphonie pastorale; obra dramàtica en tres actes basada en una novel·la d'André Gide i Claude Rostand; es va estrenar a Rouen
- Quartet piccolo (oboè, dues trompetes, trombó)
- Sinfonietta per a violí i orquestra
- Concert per a violí
- Concertant per a clarinet baix i orquestra
- Sonata per a violí
- trio de piano
- dues quintet de ventdesenes
- cançons i obres corals

El seu debut com a compositor va tenir lloc durant un festival de gimnàstica a Rotterdam el desembre de 1919.

## El lluç
El seu avenç musical es veu a la seva òpera còmica De snoek, amb un text escrit especialment per a ell per Emmy van Lokhorst. Es va acabar l'any 1934, però es va estrenar el 24 de març de 1938. Pren el seu títol de la peça (estada immòbil i després ràpidament cap a la presa), també de la cançó holandesa Het loos vissertje. El personatge principal d'aquesta farsa és Hogherop, director d'una presó d'una localitat de província. El seu somni d'augmentar les files l'encadena la visita d'un membre del Parlament, a qui li encanta el lluç com a menjar. Per posar aquesta peça sobre la taula, Hogherop truca al presoner Karpervet, un reconegut pescador. Agafen el peix fora de temporada perquè es pugui gaudir durant l'àpat. Hogherop té èxit i és promocionat. Un oficial amenaça amb tirar una clau a les obres (Karpervet estava pescant fora de la temporada de pesca), però Karpervet i Hogherop el convencen que aquest últim estava realment a la presó després de tot. L'estrena va tenir lloc al Stadsschouwburg en presència de la reina Guillermina dels Països Baixos. Els intèrprets van ser l'Associació Wagner i l'Orquestra Concertgebouw dirigida per Johannes den Hertog.

## Premis i honors
Landré va rebre el premi Van der Leeuw el 1955 per la seva Simfonia de cambra (1952). Va rebre el premi Visser Neerlandia el 1961 per Permutazioni sinfoniche. El 1964 va rebre el Premi Sweelinck (el principal premi estatal de música) per tota la seva obra.